# رسول میرمالک
رسول میرمالک (محمدرسول میرمالک) (زادهٔ ۹ آبان ۱۳۱۷ – درگذشتهٔ ۳۰ آبان ۱۴۰۳) کشتی‌گیر اهل ایران بود. او در مسابقات دستهٔ پَروزن کشتی فرنگی مردان در بازی‌های المپیک تابستانی ۱۹۶۴ توکیو شرکت کرد با نتیجهٔ ۵ برد و ۲ باخت، ششم شد.